# Shi Meng
Shi Meng (13 augustus 1979) is een Chinees triatlete die in 2000 mee aan de eerste triatlon op de Olympische Zomerspelen van Sydney. Ze behaalde een 40e plaats in een tijd van 2:16.40,73.

## Belangrijke prestaties
- 2000: 40e Olympische Spelen in Sydney - 2:16.40,73
- 2004:  ITU wereldbekerwedstrijd in China